# Teoria de la pertorbació (mecànica quàntica)
En mecànica quàntica, la teoria de la pertorbació és un conjunt d'esquemes d'aproximació directament relacionats amb teoria de les pertorbacions matemàtica emprats per a descriure un sistema quàntic complicat en termes d'un de més simple. La idea és començar amb un sistema senzill per al qual es conegui una solució matemàtica i afegir un hamiltonià "pertorbador" addicional que representi una modificació feble del sistema. Si la pertorbació no és massa gran, les diverses magnituds físiques associades al sistema pertorbat (per exemple, els seus nivells d'energia i estats propis) es poden expressar com a "correccions" a les del sistema simple. Aquestes correccions, sent petites en comparació amb la mida de les magnituds en si, es poden calcular mitjançant mètodes aproximats com sèries asimptòtiques. Per tant, el sistema complicat es pot estudiar a partir del coneixement del més simple. En efecte, s'està descrivint un sistema complicat sense resoldre mitjançant un sistema senzill i resoluble.

## Hamiltonians aproximats
La teoria de la pertorbació és una eina important per a descriure sistemes quàntics reals, ja que resulta molt difícil trobar solucions exactes a l'equació de Schrödinger per als hamiltonians de complexitat fins i tot moderada. Els hamiltonians dels quals coneixem solucions exactes, com ara l'àtom d'hidrogen, l'oscil·lador harmònic quàntic i la partícula en una caixa, són massa idealitzats com per a descriure adequadament la majoria dels sistemes. Utilitzant la teoria de pertorbacions, podem utilitzar les solucions conegudes d'aquests hamiltonians simples per tal d'obtenir solucions per a una sèrie de sistemes més complicats.

## Aplicació de la teoria de la pertorbació
La teoria de la pertorbació és aplicable si el problema en qüestió no es pot resoldre exactament, però es pot formular afegint un terme "petit" a la descripció matemàtica del problema exactament resoluble. Per exemple, afegint un potencial elèctric pertorbatiu al model mecànic quàntic de l'àtom d'hidrogen, es poden calcular petits canvis en les línies espectrals de l'hidrogen causats per la presència d'un camp elèctric (l'efecte Stark). Això només és aproximat perquè la suma d'un potencial de Coulomb amb un potencial lineal és inestable (no té estats lligats reals) encara que el temps de túnel (taxa de desintegració) és molt llarg. Aquesta inestabilitat es mostra com una ampliació de les línies de l'espectre d'energia, que la teoria de la pertorbació no aconsegueix reproduir completament.
Les expressions produïdes per la teoria de la pertorbació no són exactes, però poden conduir a resultats precisos sempre que el paràmetre d'expansió, per exemple la constant de la interacció electromagnètica α, sigui molt petit. Normalment, els resultats s'expressen en termes de sèries de potències finites en α que semblen convergir als valors exactes quan es sumen a un ordre superior. Després d'un cert ordre n ~ 1/α, però, els resultats són cada cop pitjors, ja que les sèries solen ser divergents (en ser sèries asimptòtiques). Hi ha maneres de convertir-los en sèries convergents, que es poden avaluar per a paràmetres de gran expansió, de manera més eficient pel mètode variacional. Fins i tot les pertorbacions convergents poden convergir a la resposta incorrecta i les expansions de pertorbacions divergents de vegades poden donar bons resultats a un ordre inferior.
En la teoria de l'electrodinàmica quàntica (QED), en què la interacció electró - fotó es tracta de manera pertorbativa, s'ha trobat que el càlcul del moment magnètic de l'electró coincideix amb l'experiment amb una precisió d'onze decimals. En QED i altres teories quàntiques de camps, s'utilitzen tècniques de càlcul especials conegudes com diagrames de Feynman per sumar sistemàticament els termes de la sèrie de potències en la constant d'acoblament de la interacció.